# John Edgar Wideman
John Edgar Wideman (* 14. Juni 1941 in Washington, D.C.) ist ein US-amerikanischer Schriftsteller. Er wurde 2011 für sein Lebenswerk mit dem Anisfield-Wolf Book Award ausgezeichnet.

## Leben
Wideman wuchs im überwiegend schwarzen Stadtteil Homewood im östlichen Teil von Pittsburgh auf, bis er im Alter von 12 Jahren mit der Familie in den von Angehörigen der Mittelschicht dominierten Stadtteil Shadyside umzog. Viele seiner Romane und Kurzgeschichten spielen im schwarzen Stadtteil Homewood im östlichen Teil der Stadt. Er ist der zweite Afroamerikaner nach Alain Locke, der ein Rhodes-Stipendium erhielt, das ihm ein Studium an der Universität von Oxford in England ermöglichte, an der er von 1963 bis 1966 studierte und sich mit englischer Literatur des 18. Jahrhunderts befasste.
Wideman hat während seiner Karriere als Schriftsteller zahlreiche Auszeichnungen erhalten. Er ist unter anderem der erste Schriftsteller, der den PEN/Faulkner Award zweimal gewonnen hat: 1984 für Sent for You Yesterday (1983) und 1991 für Philadelphia Fire (1990). 1992 wurde er in die American Academy of Arts and Sciences gewählt, 1993 war er MacArthur Fellow. Seit 2005 ist er Mitglied der American Philosophical Society und seit 2016 der American Academy of Arts and Letters.
Wideman hat an verschiedenen Universitäten Literatur unterrichtet: an der University of Philadelphia, Pennsylvania, an der University of Wyoming, Laramie, und an der University of Massachusetts, Amherst. Er ist emeritierter Professor der Brown University (Asa Messer Professor Emeritus of Africana Studies and Literary Arts). 
Wideman ist zum zweiten Mal verheiratet und hat drei Kinder aus erster Ehe. Seine Tochter Jamila spielte in der neu geschaffenen WNBA (Women’s National Basketball Association) professionell Basketball. Wideman selbst war im College in den USA und England ein sehr erfolgreicher Spieler.
Sein Bruder Robert wurde 1978 wegen Raub und Mittäterschaft an einem Mord zu lebenslanger Haft verurteilt, ebenso Widemans jüngerer Sohn Jacob, der 1988 für seinen zwei Jahre zuvor, im Alter von 16 Jahren begangenen Mord verurteilt wurde. Wideman hat die Ereignisse um seinen Bruder in verschiedenen Romanen und Kurzgeschichten thematisiert, während er zum Fall seines Sohnes auf dessen Bitte Schweigen gewahrt hat. In seinem bislang erfolgreichsten, autobiographischen Buch Brothers and Keepers behandelt Wideman das Verhältnis zu seinem deutlich jüngeren Bruder Robert, dessen Schicksal so stark mit Widemans Erfolgen kontrastiert.

## Werke (Auswahl)

### Romane
- A Glance Away, 1967
- Hurry Home, 1970
- The Lynchers, 1973
- Hiding Place, 1981
- Sent for You Yesterday, 1983
- Reuben, 1987
- Philadelphia Fire, 1990
- The Cattle Killing,  Houghton Mifflin, Boston 1996
  - deutsche Übersetzung: Schwarzes Blut, aus dem Englischen übersetzt von Uda Strätling, Claassen, München 2002, ISBN 978-3-546-00183-0 und 3-546-00183-4
- Two Cities, dt. Himmel unter den Füssen, 1998
- Fanon, 2008

### Kurzgeschichten
- Damballah, 1981.
- Fever, 1989.
- The Stories of John Edgar Wideman, 1992.
- God's Gym, 2005.

### Memoiren und Sachbücher
- Brothers and Keepers, Verlag Henry Holt, New York 1984; Allison & Busby, London 1985
  - deutsche Übersetzung: Bruder und Hüter,  aus dem Englischen übersetzt von Peter Bartelheimer, Suhrkamp, Frankfurt am Main 1984; als Taschenbuch erschienen bei Suhrkamp, Frankfurt am Main 1991, ISBN 978-3-518-38318-6
- Fatheralong: A Meditation on Fathers and Sons, Race and Society, 1994.

## Auszeichnungen und Ehrungen
- 1984 PEN/Faulkner Award für Sent for You Yesterday
- 1991 PEN/Faulkner Award für Philadelphia Fire
- 1998 Rea Award for the Short Story
- 1998 Ehrendoktor der Universität Bern
- 2000 O.-Henry-Preis für Weight (Kurzgeschichte)
- 2017 Prix Femina Étranger für Ecrire pour sauver une vie, le dossier Louis Till (im Orig.: Writing to Save a Life: The Louis Till File, 2016)
- 2018 Lannan Literary Award für das Lebenswerk